# Lenina
Lenina (ukrainisch Леніна – ukrainisch seit dem 12. Mai 2016 offiziell Marija/Марія; russisch Ленина) ist eine Siedlung städtischen Typs im Osten der Ukraine mit etwa 1000 Einwohnern.

## Geographie
Der Ort ist in der Oblast Luhansk, etwa 5 Kilometer nordwestlich der Rajonshauptstadt Lutuhyne und 18 Kilometer südwestlich der Oblasthauptstadt Luhansk gelegen.
Lenina bildet verwaltungstechnisch zusammen mit der Siedlung städtischen Typs Wrubiwskyj (Врубівський) sowie der Ansiedlungen Nowopawliwka (Новопавлівка) die Siedlungsratsgemeinde Wrubiwskyj.

## Geschichte
Der Ort wurde im 1896 als Marija (Марія) offiziell gegründet, 1946 in Lenina umbenannt und erhielt 1972 schließlich den Status einer Siedlung städtischen Typs.
Seit Sommer 2014 ist der Ort im Verlauf des Ukrainekrieges durch Separatisten der Volksrepublik Lugansk besetzt.